# Multimedia Tools and Applications
Multimedia Tools and Applications is een internationaal, aan collegiale toetsing onderworpen wetenschappelijk tijdschrift op het gebied van de informatica. De naam wordt in literatuurverwijzingen meestal afgekort tot Multimed. Tool. Appl. Het wordt uitgegeven door Springer Science+Business Media en verschijnt maandelijks.